# Sporting Viana
El Sporting Viana es un equipo de fútbol de Portugal que juega en el Campeonato de Portugal, la tercera división de fútbol en el país.

## Historia
Fue fundado el 28 de abril de 1944 en la ciudad de Viana do Alentejo del distrito de Évora y cuenta también con una sección de fútbol sala, así como representaciones de fútbol en categorías menores. Es el equipo filial 104 del Sporting de Portugal, aunque este club no juega con el reglamento de los equipos filiales de Portugal, por lo que sí podría eventualmente jugar en la Primeira Liga. Es el club con la licencia 1113 de la Federación Portuguesa de Fútbol.
Tras ganar por primera vez el torneo regional de Évora, el club logra el ascenso por primera vez para competir a nivel nacional, en el Campeonato de Portugal de 2016/17.

## Palmarés
- Liga Regional de Évora: 1

2015/16